# 무성 (십국)
무성(武成, 908년 1월 ~ 910년)은 전촉(前蜀) 고조(高祖) 왕건(王建)의 첫번째 연호이다. 3년 가량 사용하였다.

## 개원
- 당(唐) 천복(天復) 8년 1월 10일[1](908년 2월 14일)에 전촉 개국 후, 연호를 무성(武成)으로 개원함.[2][3][4]

- 무성(武成) 3년 12월 25일[5](911년 1월 28일)에 연호를 영평(永平)으로 정하고, 다음 해 1월 1일[6](911년 2월 2일)에 개원함.[7][3][4]

## 연대 대조표
| 무성       | 원년            | 2년        | 3년        |
| 서기(西紀) | 908년           | 909년      | 910년      |
| 간지(干支) | 무진(戊辰)      | 기사(己巳) | 경오(庚午) |
| 후량(後梁) | 개평(開平) 2년  | 3년        | 4년        |
| 오월(吳越) | 천보(天寶) 원년 | 2년        | 3년        |

## 같이 보기
- 다른 왕조의 같은 연호
  - 북주(北周) 무성(武成, 559년 ~ 560년)

- 중국의 연호 목록